# Roberto Gavioli
Roberto Gavioli (* 16. Juni 1926 in Mailand; † 8. August 2007 ebenda) war ein italienischer Trickfilmregisseur.

## Leben
Gavioli betätigte sich als Schöpfer zahlreicher Werbespots und animierter Sequenzen für das italienische Fernsehen in den 1960er Jahren, so für Carosello und andere Programme. Dafür hatte er mit seinem Bruder Gino die Produktionsgesellschaft 1953 Gamma Film gegründet. Für das Kino schuf er einige Kurz-Trickfilme, darunter La lunga calza verde, an dem auch Cesare Zavattini mitarbeitete. Nur gelegentlich, vor allem zwischen 1968 und 1975, beschäftigte er sich mit abendfüllenden Streifen – dann allerdings mit gutem (auch kommerziellem) Erfolg.
Für Animationstechniken entwickelte Gavioli mit dem Franzosen Jean Dejou zu Beginn der 1980er Jahre ein dreidimensionales Verfahren; in den 1990er Jahren beschäftigte er sich mit Themenparks.

## Filmografie (Auswahl)
- 1960: La lunga calza verde
- 1968: Der kleinste Krieg der Welt (Putiferio va alla guera)
- 1973: Maria d’Oro und Bello Blue